# バハラ城塞
バハラ城塞（アラビア語: قلعة بهلاء; Qal'at Bahla'）は、アフダル山の麓に位置する四つの歴史的城塞の一つである。建造されたのは13世紀から14世紀にかけてのことで、当時のバハラはBanu Nebhanの一族のもとでオアシス都市としての繁栄を享受していた。バハラの街には、オアシス、市場（スーク、Suq）、ヤシの木立などがあり、都市自体が約 12 km の城壁に囲まれている。この町は陶磁器でも知られている。
バハラ城塞は、近隣のイズキ（Izki）、ニズワ（Nizwa）、少し北に離れたルスタク（Rustaq）の各城塞とともに、ハワーリジュ派の中心拠点となっていた。
城塞の砂岩の土台からは、日干しレンガの壊れた壁と高さ約50 mの塔が載っている。隣接する南西方向には、14世紀の彫刻に飾られたミフラーブを持つ金曜礼拝のモスク（the Friday Mosque）が建っている。

## 世界遺産
この城塞は1987年以前には修復も保存もなされておらず、毎年雨季になると壁が崩落するという、不安定な状態に置かれていた。1987年にこの城塞はユネスコの世界遺産に登録され、翌年には危機遺産のリストに加えられた。1990年代には修復作業が始まり、オマーン政府は1993年から1999年の間に6万ポンド以上を費やした。その間、足場が組まれ観光客には非公開とされた。その結果、2004年には危機遺産リストから除外された。

### 登録基準
この世界遺産は世界遺産登録基準のうち、以下の条件を満たし、登録された（以下の基準は世界遺産センター公表の登録基準からの翻訳、引用である）。
- (4) 人類の歴史上重要な時代を例証する建築様式、建築物群、技術の集積または景観の優れた例。

座標: 北緯22度58分 東経57度18分 / 北緯22.967度 東経57.300度